# 20. јун
20. јун (20.6.) је 171. дан године по грегоријанском календару (172. у преступној години). До краја године има још 194 дана.

## Догађаји
- 451 — Битка на Каталаунским пољима: Западноримски војсковођа Аеције зауставља навалу Атилиних Хуна на Галију.
- 1214 — Издавањем посебне повеље основан универзитет Оксфорд, најстарији у земљама енглеског говорног подручја.
- 1459 — Турци улазе у небрањено Смедерево и Српска деспотовина престаје да постоји.
- 1756 — У ћелији затвора у Калкути угушила се 123 од 146 британских војника које је ухапсио индијски гувернер Бенгала. Затвор касније постао познат као „црна рупа Калкуте“.
- 1789 — Посланици Трећег сталежа новопрокламоване Народне скупштине у Француској заклели се да се неће разићи док не донесу нови устав, што је био увод у почетак Француске револуције.
- 1819 — У енглески град Ливерпул упловио брод „Савана“, први пароброд који је препловио Атлантски океан. Путовање од америчке луке Савана, у Џорџији, трајало 27 дана и 11 часова.
- 1891 — Британија и Холандија дефинисали границе колонијалних поседа на острву Борнео.
- 1928 — Пуниша Рачић је у атентату у Народној скупштини убио двојицу посланика ХСС, смртно ранио Стјепана Радића и ранио још тројицу посланика ХСС.
- 1944 — Поразом јапанске флоте окончана поморска битка у Филипинском мору у Другом светском рату.
- 1960 — Краткотрајна Федерација Мали, коју су чинили Суданска Република (данас Мали) и Сенегал, добила је независност од Француске.
- 1960 — Амерички боксер Флојд Патерсон у мечу у Њујорку нокаутирао Швеђанина Ингемара Јохансона и постао први боксер који је успео да врати титулу светског првака у тешкој категорији.
- 1963 — СССР и САД се договориле о успостављању „црвеног телефона“ после Кубанске кризе.
- 1972 — 19 припадника Бугојанске групе је тајно прешло југословенско-аустријску границу.
- 1973 — У Аргентину се после 18 година избеглиштва вратио бивши председник Хуан Доминго Перон. За председника поново изабран у септембру 1973.
- 1991 — Парламент Немачке тесном већином изгласао премештање престонице из Бона, који је био главни град Западне Немачке, у Берлин. Источна и Западна Немачка ујединиле се у октобру 1990.
- 1992 —
  - Лидери Чешке и Словачке Вацлав Клаус и Владимир Мечјар постигли договор о подели Чехословачке у две државе.
  - Председништво Босне и Херцеговине прогласило ратно стање, објавило општу мобилизацију и увело радну обавезу.
- 2000 —
  - Француски суд ослободио оптужби немачког лекара Ханса Муенка, који је радио у лабораторији у логору Аушвиц, уз образложење да је сувише стар за судски процес. Ослобађајућу пресуду против њега 1947. донео суд у Кракову, у Пољској, где је ухапшен после рата, а потом пуштен на слободу.
  - Француска медијска кућа Вивенди, односно њена кабловска ТВ Канал плус и канадска компанија Сиграм постигли договор о уједињењу у послу вредном 33,7 милијарди долара, којим је практично створена нова глобална медијска снага.
- 2001 —
  - Скупштина Србије усвојила Закон о једнократном порезу на екстрапрофит и екстраимовину стечену коришћењем посебних погодности у време режима Слободана Милошевића.
  - Перуански суд осудио Американца Лорија Беренсона на 20 година затвора због сарадње с левичарском герилом у брзо угушеној побуни за свргавање Конгреса Перуа.
  - Генерал Первез Мушараф положио председничку заклетву, заменивши Мухамеда Рафика Тарара, који је на функцији председника Пакистана фигурирао од војног удара који је 1999. извршио Мушараф.
- 2002 — У експлозији гаса у руднику у кинеској провинцији Хејлунгђанг, на североистоку Кине, погинуло 115 особа.
- 2003 — Председник Италије Карло Азељо Ћампи потписао закон којим је петорици италијанских лидера омогућено да се код кривичног гоњења позову на имунитет. Тим потезом заустављено суђење премијеру Силвију Берлусконију због корупције.
- 2015 — Србија постала првак света у фудбалу до 20 година, поразивши Бразил резултатом 2:1.
- 2021 — У војном делу компаније Слобода Чачак дошло је до експлозије током које је троје људи лакше повређено. Експлозија се десила у погону у коме није било електричне струје, значи да у том погону није било никаквих електричних водова које би могли да доведу до неких варнице које би изазвале експлозију. Тако да се експлозија десила под јако чудним околностима, а надлежни органи испитују узрок експлозије, укључујући и могућност саботаже.

## Рођења
- 1819 — Жак Офенбах, француски композитор и челиста. (прем. 1880)[1]
- 1902 — Марко Ристић, српски писац, песник и дипломата. (прем. 1984)
- 1909 — Ерол Флин, аустралијско-амерички глумац. (прем. 1959)[2]
- 1928 — Мартин Ландау, амерички глумац, учитељ глуме и продуцент. (прем. 2017)[3]
- 1928 — Жан-Мари ле Пен, француски политичар, оснивач и дугогодишњи председник странке Национални савез. (прем. 2025)[4]
- 1930 — Јован Антић, српски глумац. (прем. 1994)[5]
- 1931 — Џејмс Толкан, амерички глумац.[6]
- 1933 — Дени Ајело, амерички глумац, продуцент и музичар. (прем. 2019)[7]
- 1937 — Љубомир Драшкић Муци, српски редитељ, сценариста и глумац (прем. 2004)[8]
- 1941 — Стивен Фрирс, енглески редитељ и продуцент.[9]
- 1942 — Зденка Вучковић, хрватска певачица. (прем. 2020)
- 1949 — Лајонел Ричи, амерички музичар, глумац и музички продуцент.[10]
- 1952 — Џон Гудман, амерички глумац и комичар.[11]
- 1956 — Витомир Поповић, српски академик, универзитетски професор, доктор правних наука и политичар.[12]
- 1958 — Светозар Цветковић, српски глумац и продуцент.[13]
- 1967 — Владимир Драгутиновић, српски кошаркаш и кошаркашки тренер.
- 1967 — Никол Кидман, аустралијска глумица.[14]
- 1968 — Роберт Родригез, амерички редитељ, сценариста и продуцент.[15]
- 1969 — Драган Мићић, босанскохерцеговачко-српски фудбалер и фудбалски тренер.[16]
- 1975 — Паулина Манов, српска глумица.[17]
- 1977 — Гордан Гиричек, хрватски кошаркаш.[18]
- 1978 — Франк Лампард, енглески фудбалер и фудбалски тренер.[19]
- 1983 — Џош Чилдрес, амерички кошаркаш.[20]
- 1985 — Дарко Миличић, српски кошаркаш.[21]
- 1987 — Асмир Беговић, босанскохерцеговачки фудбалски голман.[22]
- 1988 — Стефан Синовец, српски кошаркаш.[23]
- 1990 — Фаб Мело, бразилски кошаркаш. (прем. 2017)[24]
- 1991 — Петар Ђуричковић, српски фудбалер.[25]
- 1993 — Сеад Колашинац, босанскохерцеговачки фудбалер.[26]
- 1993 — Ђорђе Милошевић, српски кошаркаш.[27]
- 2001 — Бојан Томашевић, црногорски кошаркаш.[28]

## Смрти
- 840 — Луј I Побожни, франачки краљ и цар Светог римског царства. (рођ. 778)[29]
- 1459 — Ретродраг Ситничар, српски витез. (рођ. 1421)[30]
- 1597 — Вилем Баренц, холандски истраживач. (рођ. отприлике 1550)[31]
- 1836 — Емануел Жозеф Сиејес, француски револуционар и свештеник. (рођ. 1748)[32]
- 1837 — Вилијам IV, британски краљ. (рођ. 1765)[33]
- 1923 — Франсиско Панчо Виља, мексички револуционар, вођа сељачког покрета. (рођ. 1878)[34]
- 1933 — Клара Цеткин, немачка револуционарка. (рођ. 1857)[35]
- 1943 — Олга Поповић-Дедијер лекарка и учесница Народноослободилачке борбе. (рођ. 1914)
- 1973 — Георгиј Вернадски, руски историчар. (рођ. 1887)
- 2002 — Јован Христић, српски песник, драматург, есејиста, преводилац и књижевни и позоришни критичар. (рођ. 1933)[36]
- 2005 — Џек Килби, амерички физичар, добитник Нобелове награде за физику. (рођ. 1923)[37]

## Празници и дани сећања
- Међународни празници
  - Светски дан избеглица
- Српска православна црква слави:
  - Светог мученика Теодота Анкирског
  - Свете мученице Киријакију, Велерију и Марију
  - Светог Маркела - римског папу
  - Светог Маркелина - римског папу
  - Преподобног Данила Скитског